# Demmelsdorf

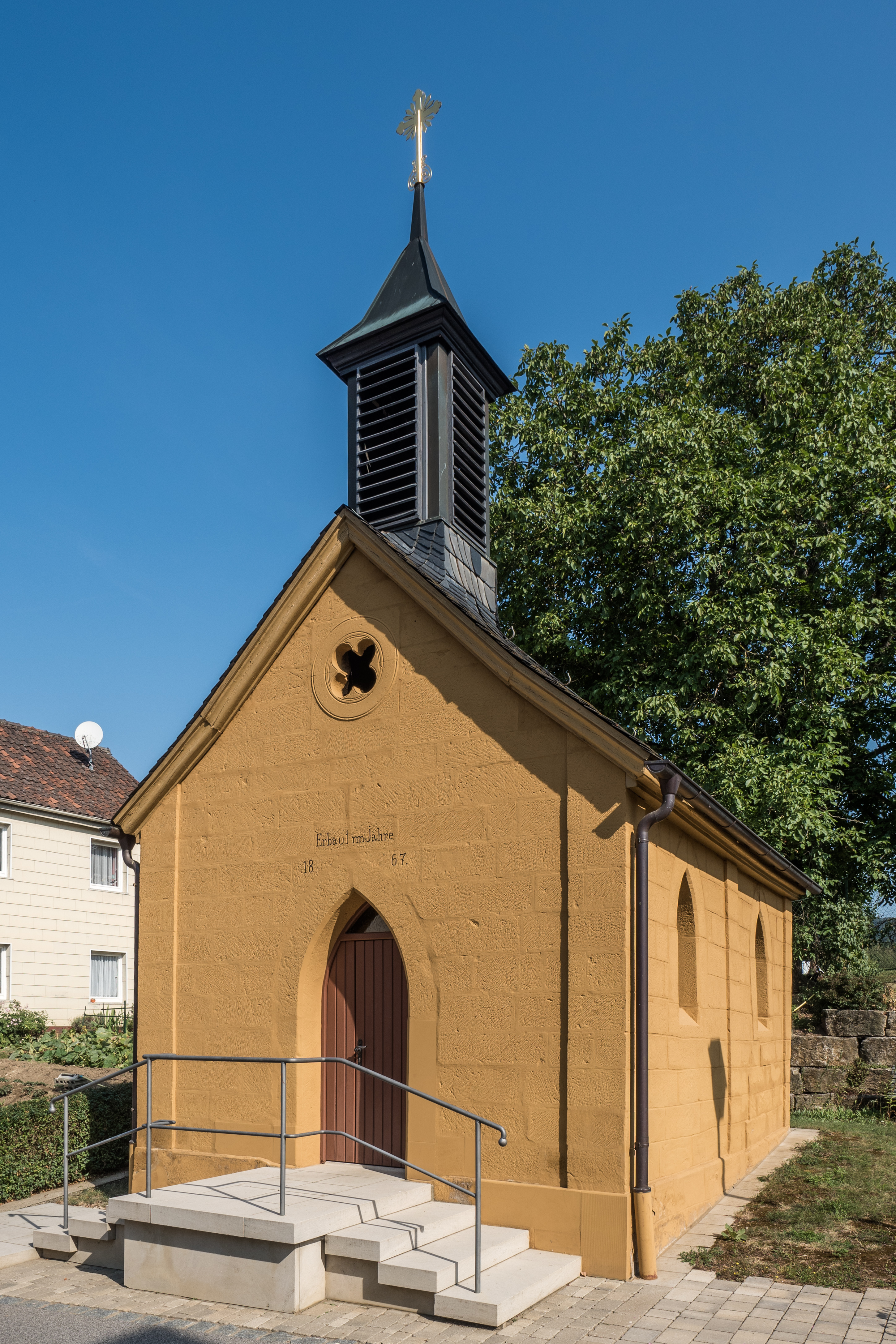
St. Wendelin Kapelle

Demmelsdorf ist ein Gemeindeteil der Stadt Scheßlitz im oberfränkischen Landkreis Bamberg in Bayern. Am 30. März 2022 zählte das Dorf 300 Einwohner.

## Geschichte
Das Dorf hatte bis zur Zeit des Nationalsozialismus eine starke jüdische Bevölkerung. Während des Novemberpogroms 1938 wurde das Innere der Synagoge durch SA-Angehörige aus Bamberg erheblich zerstört. Anschließend fanden im Dorf Plünderungen unter aktiver Beteiligung der Einwohner statt. Einige jüdische Männer wurden inhaftiert und zusammen mit Juden von Nachbardörfern ins Gefängnis von Bamberg gebracht. Auf Anordnung des Bamberger Landrats wurde die Synagoge völlig abgebrochen und das Grundstück beschlagnahmt; für den Abbruch stellte man der jüdischen Gemeinde 70 Reichsmark in Rechnung. Auf dem Gelände wurde ein Feuerwehrgerätehaus errichtet.
Im April 1942 wurden die letzten 14 noch in Demmelsdorf verbliebenen Juden via Bamberg nach Izbica bei Lublin deportiert. Namentlich sind insgesamt 35 Angehörige der jüdischen Gemeinde von Demmelsdorf bekannt, die Opfer der Shoa geworden sind.
Auf einer Anhöhe über Demmelsdorf befindet sich noch ein gut erhaltener Judenfriedhof.
Am 1. Mai 1978 wurde der Ort im Zuge der Gebietsreform in Bayern in die Stadt Scheßlitz eingegliedert.
Beim Bau einer Überlandwasserleitung fand man im Jahr 1983 zwischen Scheßlitz und Demmelsdorf das Grab einer keltischen Fürstin aus der späten Hallstattzeit. Sie war auf einem Wagen bestattet worden, von dem eiserne Radfelgen und Bronzebeschläge gefunden wurden. Auch zahlreiche Bronzeschmuckstücke wie Halsringe, Ohrringe und ein goldener Spiralring für das Haar konnten geborgen werden.

## Bildergalerie

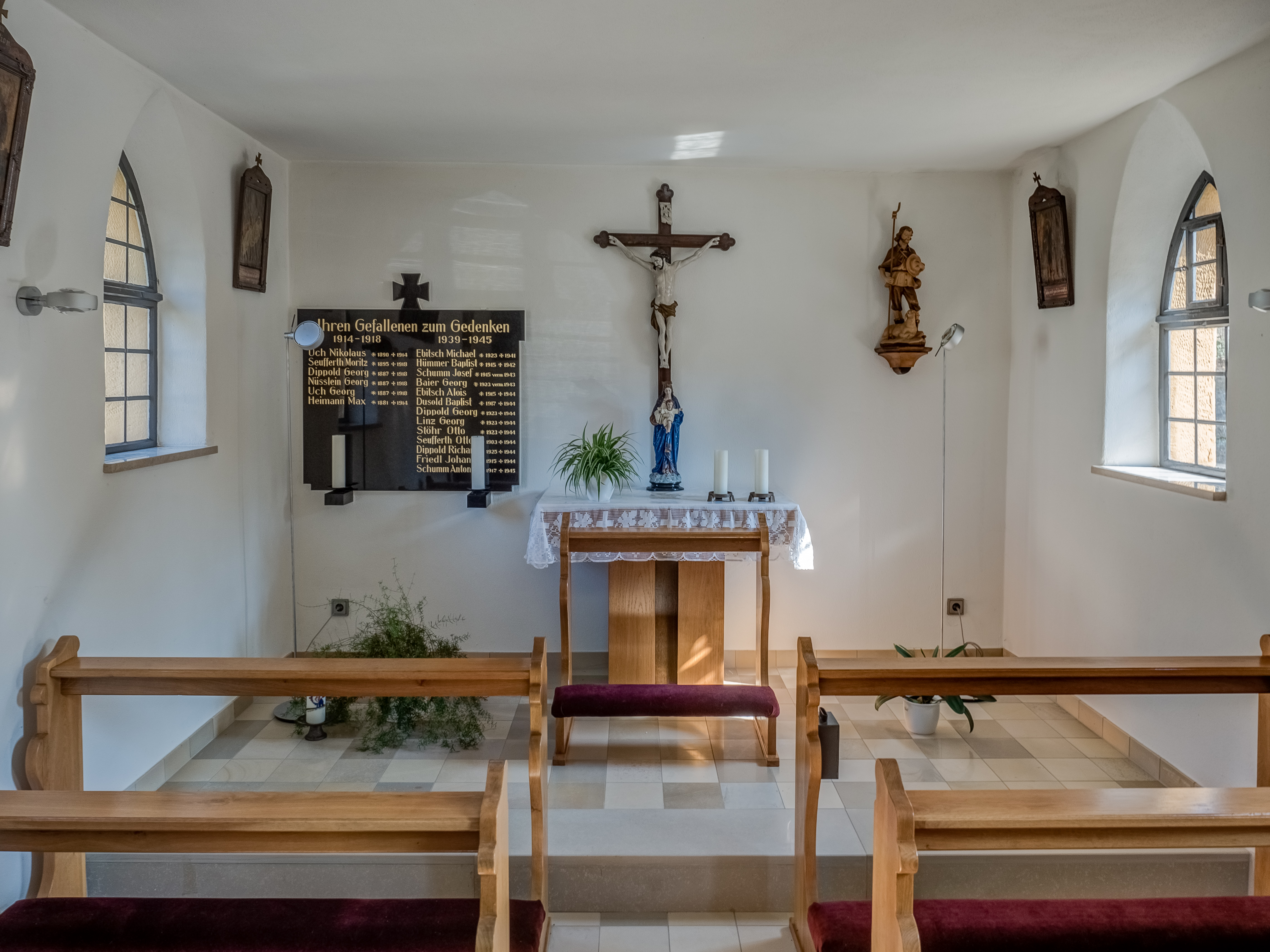
Innenraum mit Gedenktafel
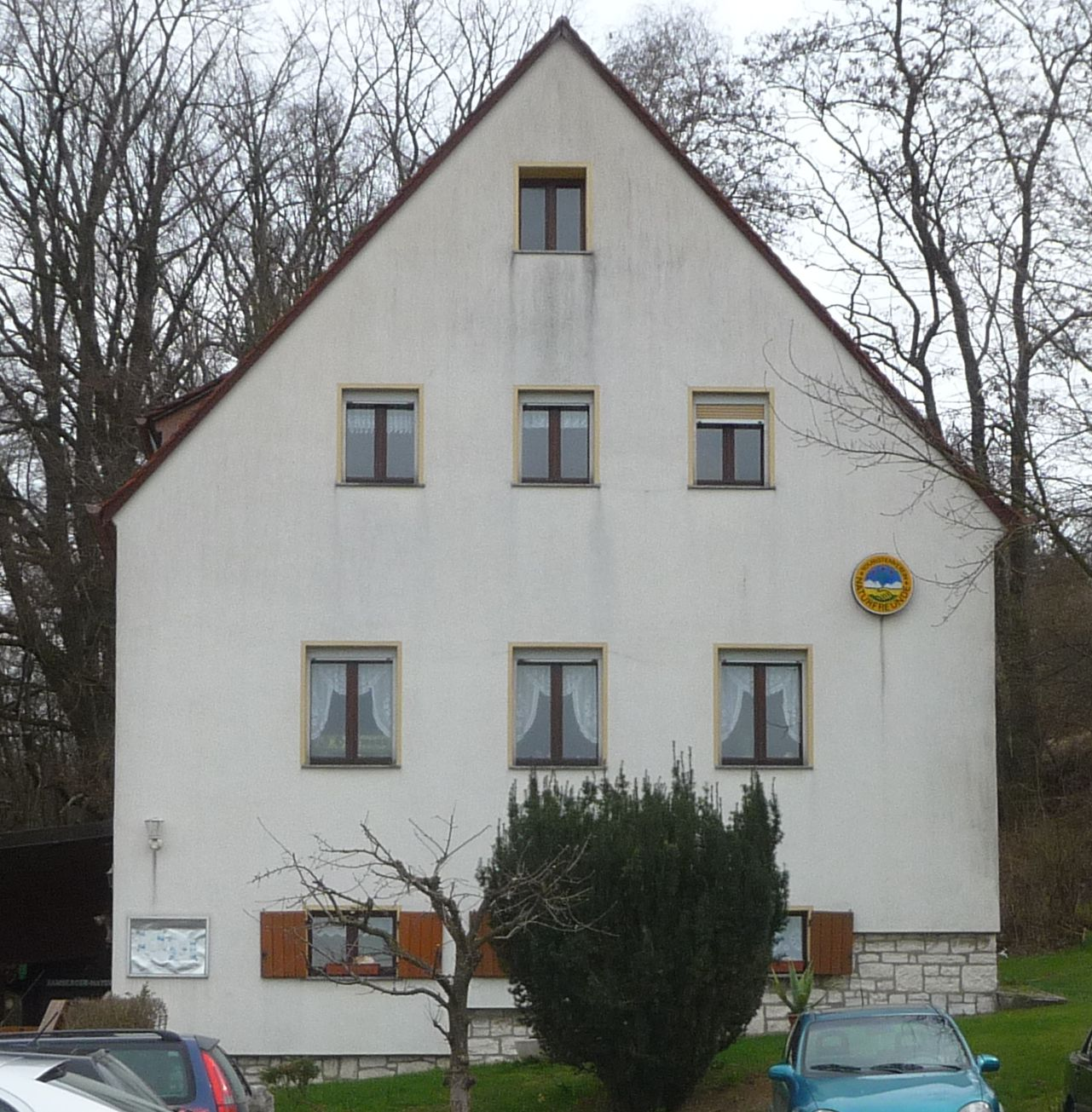
Naturfreundehaus
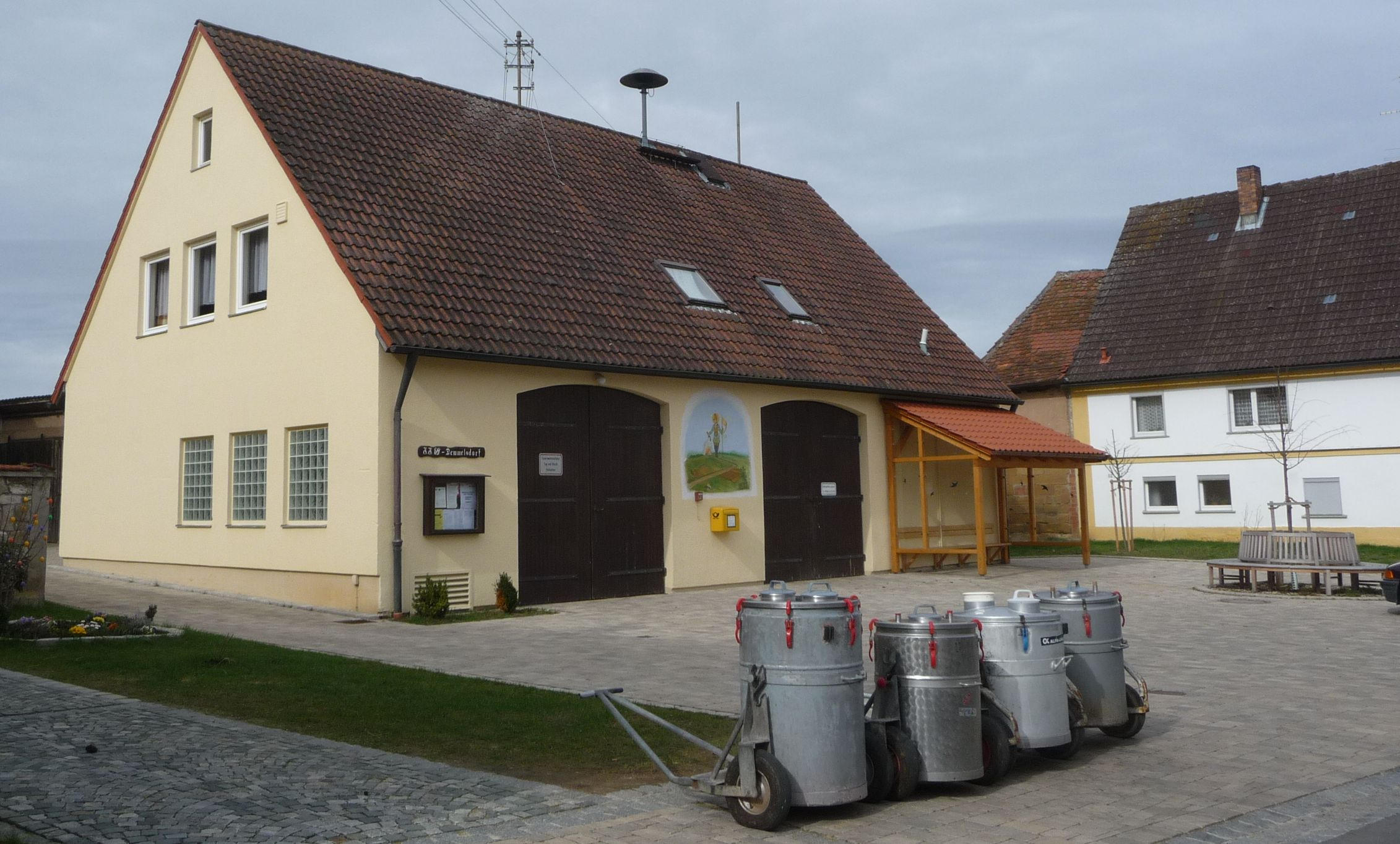
Feuerwehrhaus
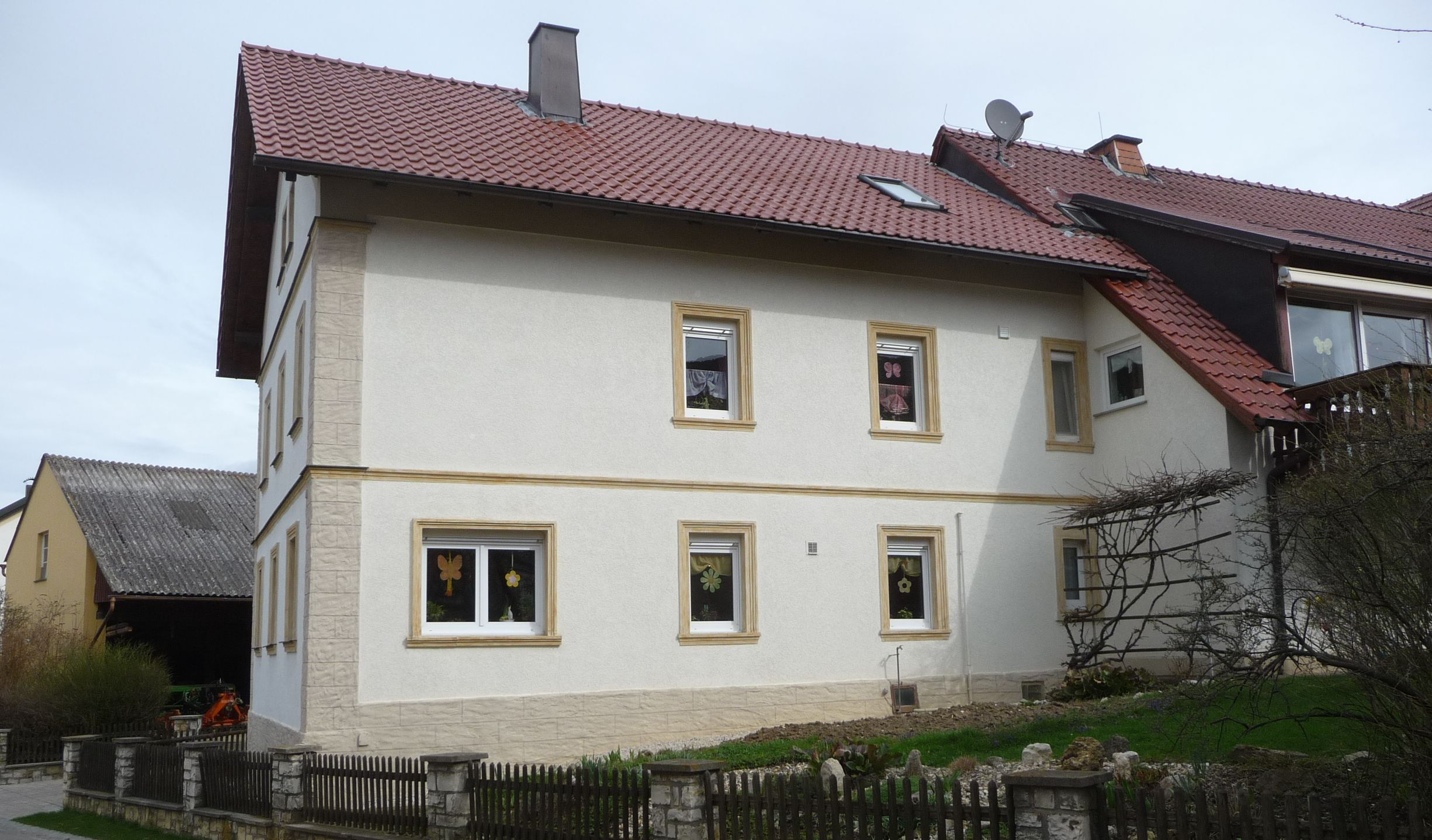
Haus an der Durchgangsstraße